# Butrint
Butrint, ou Butrinti, français : Buthrinte, est une ville d'Albanie, située à proximité de la ville de Saranda et de la frontière grecque.
C'est aussi le site archéologique d'une cité autrefois connue sous le nom de Bouthroton (grec ancien : Βουθρωτόν : « rumeur des bovins », français : Buthrote).

## Dans l'Antiquité
Fondée par la tribu illyro-épirote des Chaoniens, qui, bien qu'héllénisée, était qualifiée de « barbare » par Platon et Aristote, au même titre que les Thesprotes et les Molosses, la cité est d'abord alliée des Macédoniens puis est prise par les Romains en -167. La christianisation l'Empire romain d'Orient intervient entre les IVe et VIe siècles la population se diversifie avec l'arrivée des proto-albanais de l'intérieur, des slaves méridionaux, des normands et des vénitiens, mais finit par abandonner la cité, déjà ébranlée par le séisme de 522, en raison de l'enfoncement du sol et d'inondations à la fin du Moyen Âge.
Les ruines, dégagées après la Seconde Guerre mondiale et accessibles depuis Saranda par une route construite en 1959 pour accueillir Nikita Khrouchtchev, incluent un théâtre, des bains romains, une chapelle du Ve siècle, une basilique du VIe siècle, une porte appelée « Porte du Lion », et une forteresse médiévale vénitienne du XIVe siècle, abritant actuellement un musée.
Les ruines de Bouthroton sont inscrites sur la liste du patrimoine mondial de l'UNESCO depuis 1992.

### Fondation de la colonie de Buthrote

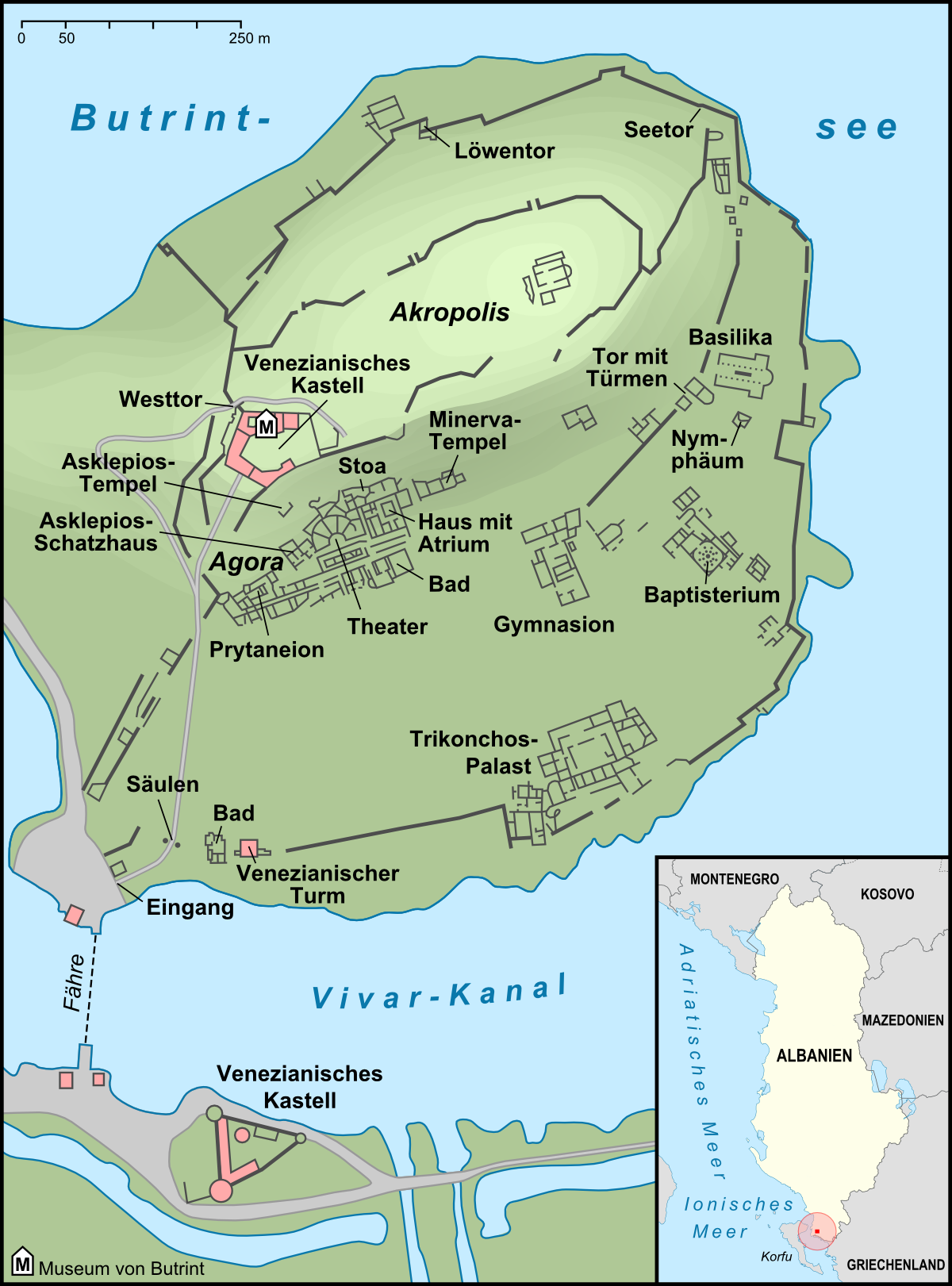
Carte de l'ancienne Buthrote.

Le banquier Atticus possédait un vaste domaine à Buthrinte.
Jules César avait décidé d'établir là une colonie pour quelques milliers de ses vétérans. Il mit à l'amende la ville, qui ne put payer l'impôt. On saisit donc une partie du territoire pour établir la colonie.
Atticus risquait donc d'y perdre gros. Il fit intervenir ses relations pour négocier avec César, devenu dictateur. On arriva à un accord : Atticus paya l'amende (à charge pour lui de se la faire rembourser ultérieurement par Buthrote) et César s'engagea à publier un édit annulant la création de la colonie.
Mais César fut assassiné avant publication de l'édit en question. Atticus se trouvait doublement piégé, d'autant plus que les vétérans de César arrivaient déjà sur place.
Par la correspondance de Cicéron, nous connaissons tous les efforts que celui-ci et Atticus déployèrent le reste de l'année 44 pour faire publier cet édit. On les voit rameuter tout leur réseau d'influence, ce qui nous renseigne également sur un pan méconnu des mécanismes de la prise de décision à la fin de la république romaine. 
On ignore le résultat qu'ils obtinrent, mais la colonie fut fondée.

## Dans les Temps modernes

### Entre Venise et l'Empire ottoman
La république dogale de Venise acheta la région, y compris Corfou, aux Angevins en 1386 ; cependant, les marchands vénitiens étaient principalement intéressés par Corfou, et Buthrinte déclina une fois de plus.

### Buthrinte, enclave vénitienne dans l'Empire ottoman
En 1572, les guerres entre Venise et l'Empire ottoman avaient laissé Buthrinte en ruine et l'acropole fut abandonnée. Sur ordre de Domenico Foscarini, commandant vénitien de Corfou, l'administration de Butrinto et de ses environs fut transférée dans une petite forteresse triangulaire associée à de vastes barrages à poissons. La région fut peu peuplée par la suite, occupée occasionnellement par les Turcs ottomans, en 1655 et 1718, avant d'être reprise par les Vénitiens. Ses pêcheries contribuaient grandement à l'approvisionnement de Corfou, et l'oléiculture, l'élevage bovin et le bois constituaient les principales activités économiques.
Le traité de Campo-Formio de 1797 partagea entre la France et l'Autriche le territoire de la république de Venise, que la France venait d'occuper et d'abolir, et en vertu de l'article 5 du traité, Butrinto et les autres anciennes enclaves vénitiennes en Albanie passèrent sous souveraineté française.
Cependant, en octobre 1798, la ville fut conquise par le dirigeant albanais ottoman local, Ali Pacha Tepelena, et après sa mort, elle devint officiellement partie intégrante de l'Empire ottoman jusqu'à l'indépendance de l'Albanie en 1912. À cette époque, le site de la ville d'origine était inoccupé depuis des siècles et entouré de marais impaludés. Sous la domination ottomane en Épire, les habitants de Butrint manifestèrent un soutien constant aux activités révolutionnaires grecques.

### Dans l'Albanie moderne
En 1913, après la fin de la première guerre balkanique, Butrint fut cédée à la Grèce, mais l'Italie contesta cette décision et, par le traité de Londres, la région fut attribuée à la nouvelle principauté d'Albanie. Ainsi, Butrint se trouvait près de la frontière sud du nouvel État albanais, sur un territoire majoritairement hellénophone. La population grecque locale, furieuse, créa une république autonome d'Épire du Nord, pendant six mois, avant d'être cédée à contrecœur à l'Albanie, la paix étant assurée par les forces de maintien de la paix italiennes jusqu'en 1919. L'Italie rejeta cette décision, refusant que la Grèce contrôle les deux rives du détroit de Corfou.

Sites et monuments historiques
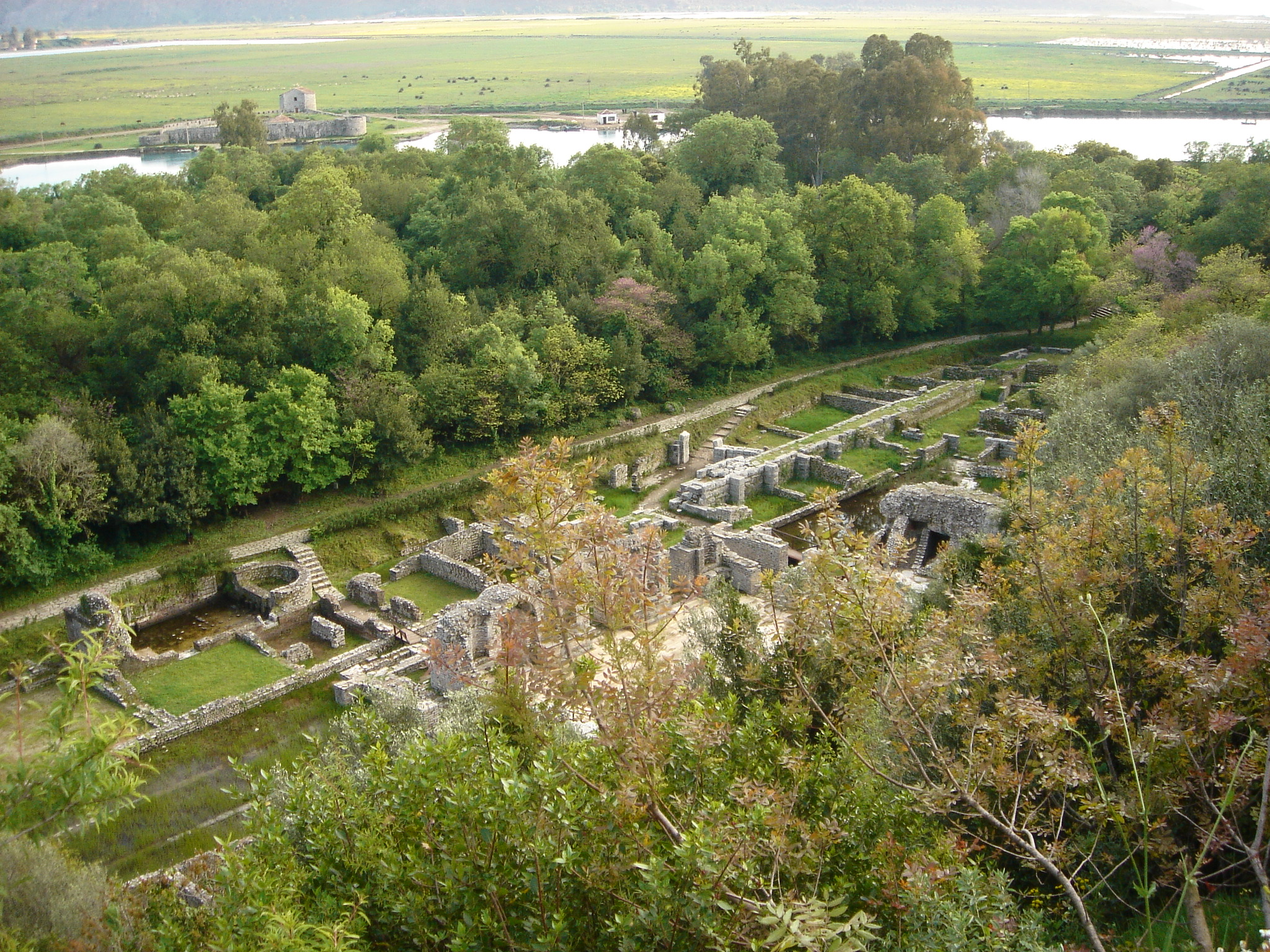
L'Agora antique et le canal de Vivari, entre la mer et la lagune.
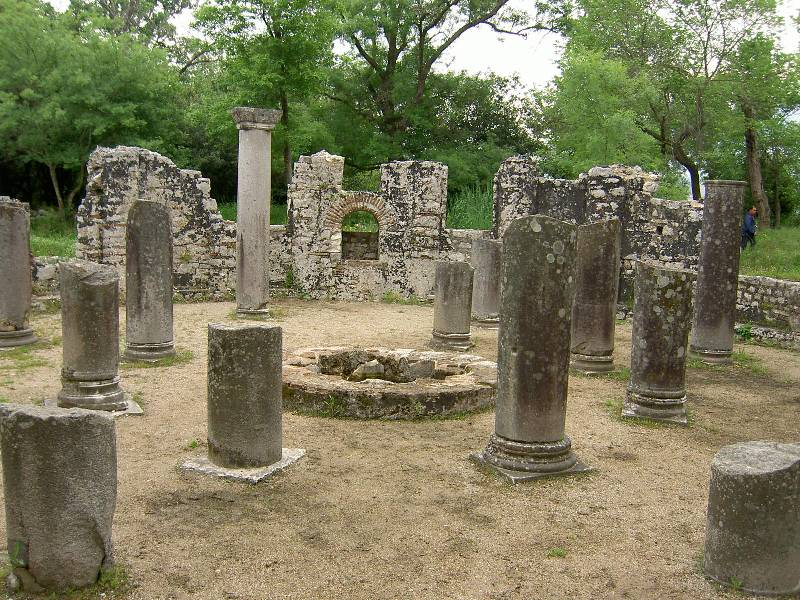
Chapelle baptismale.
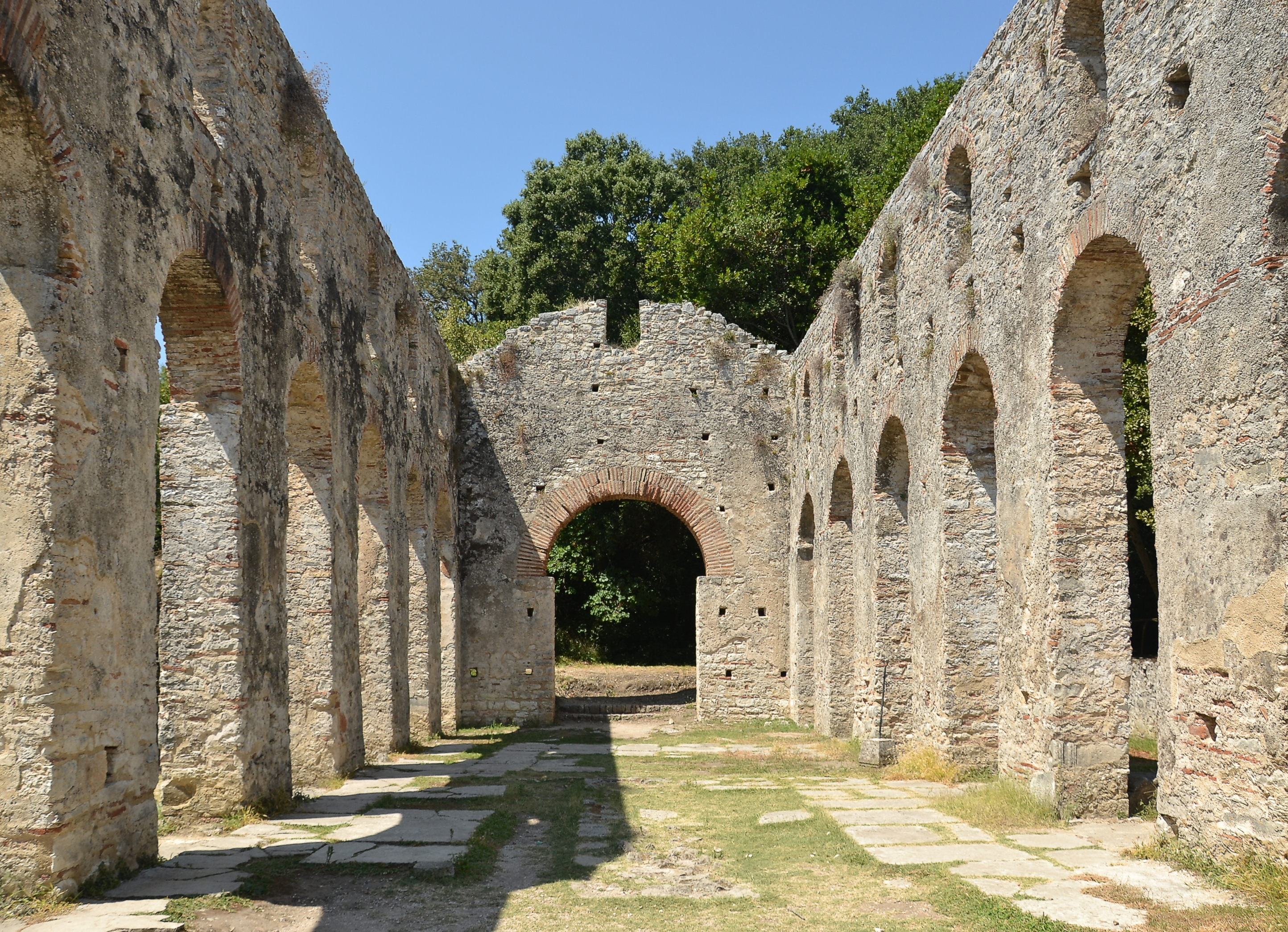
Ancienne basilique.
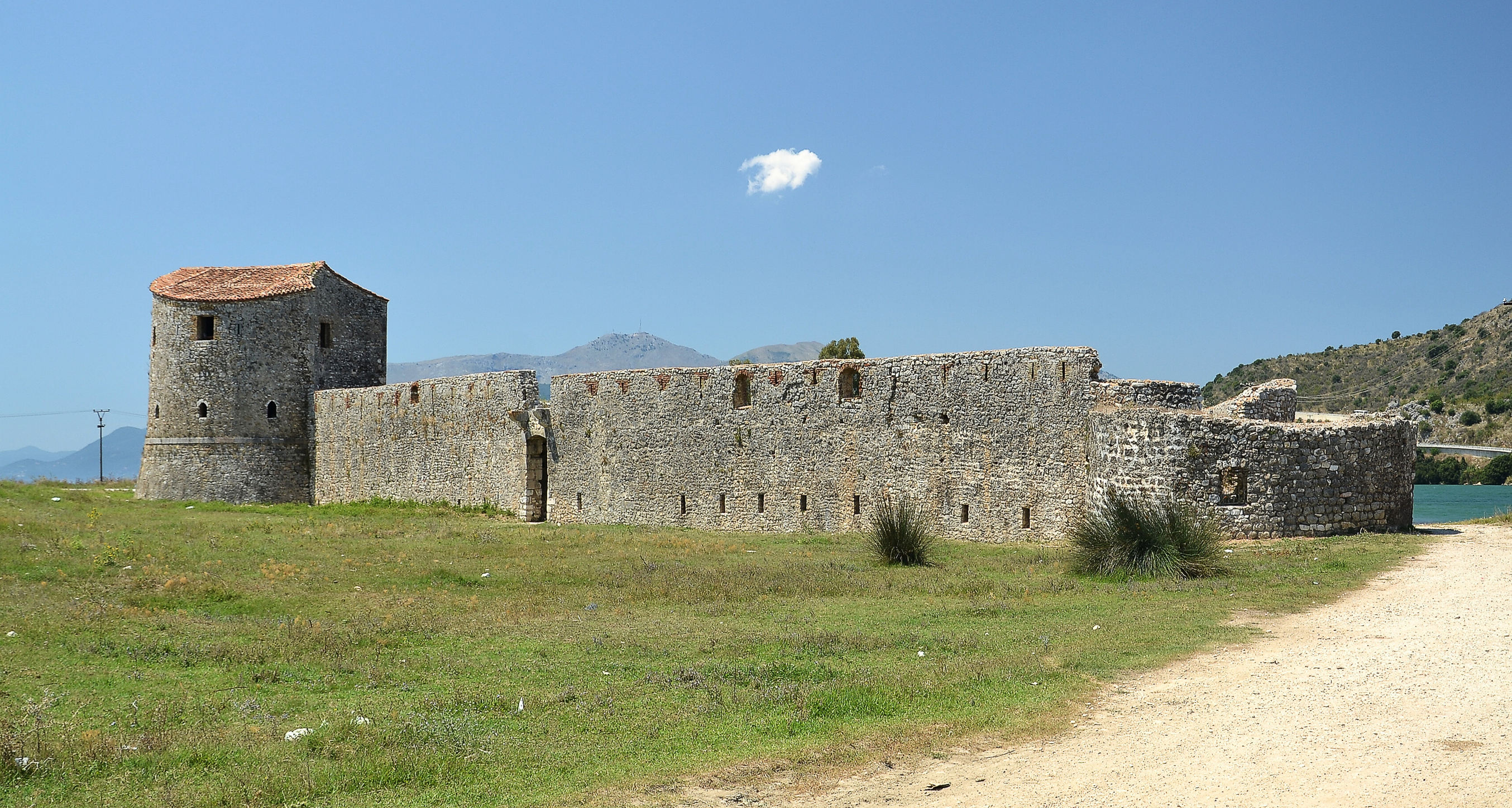
Forteresse vénitienne.
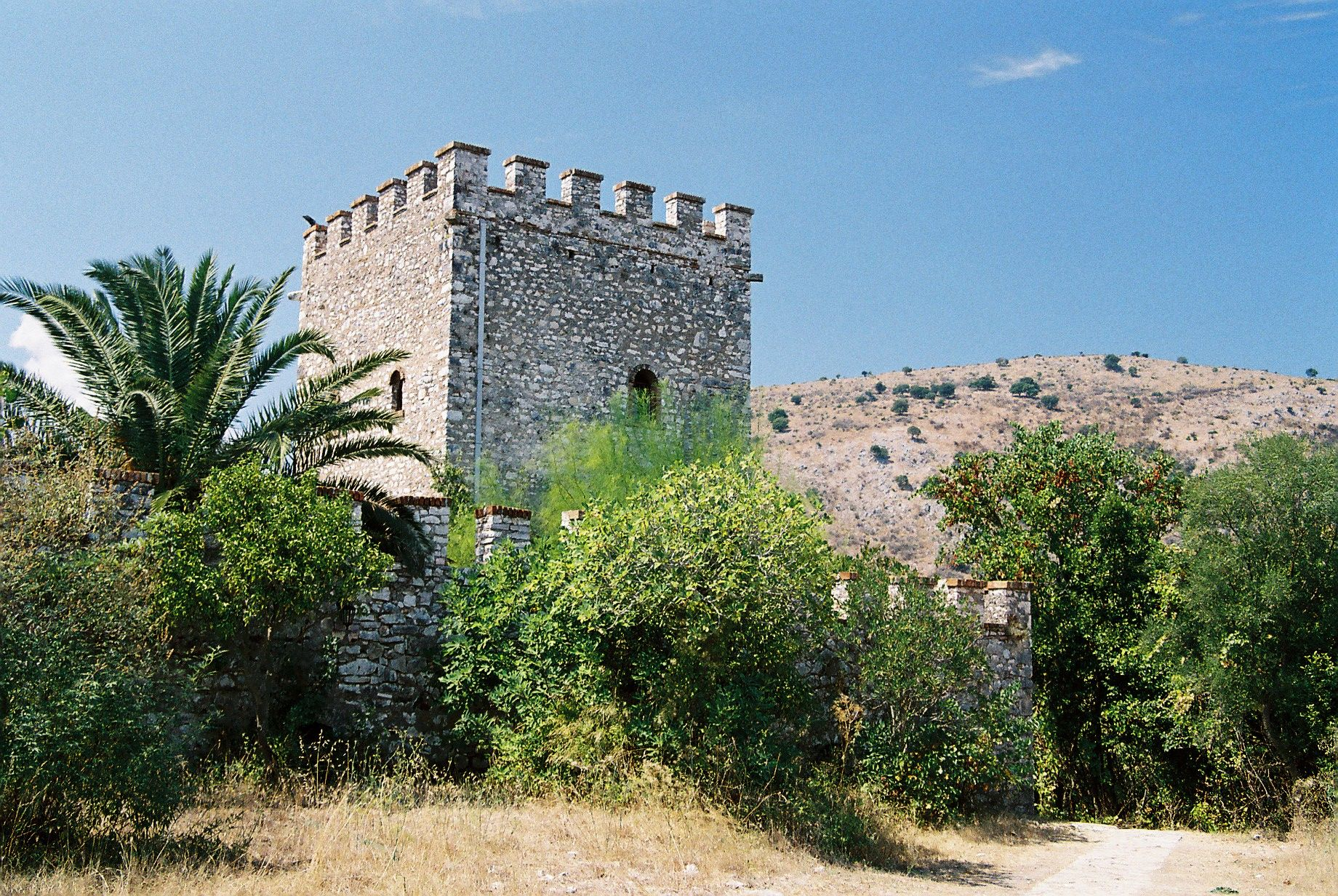
Forteresse vénitienne.
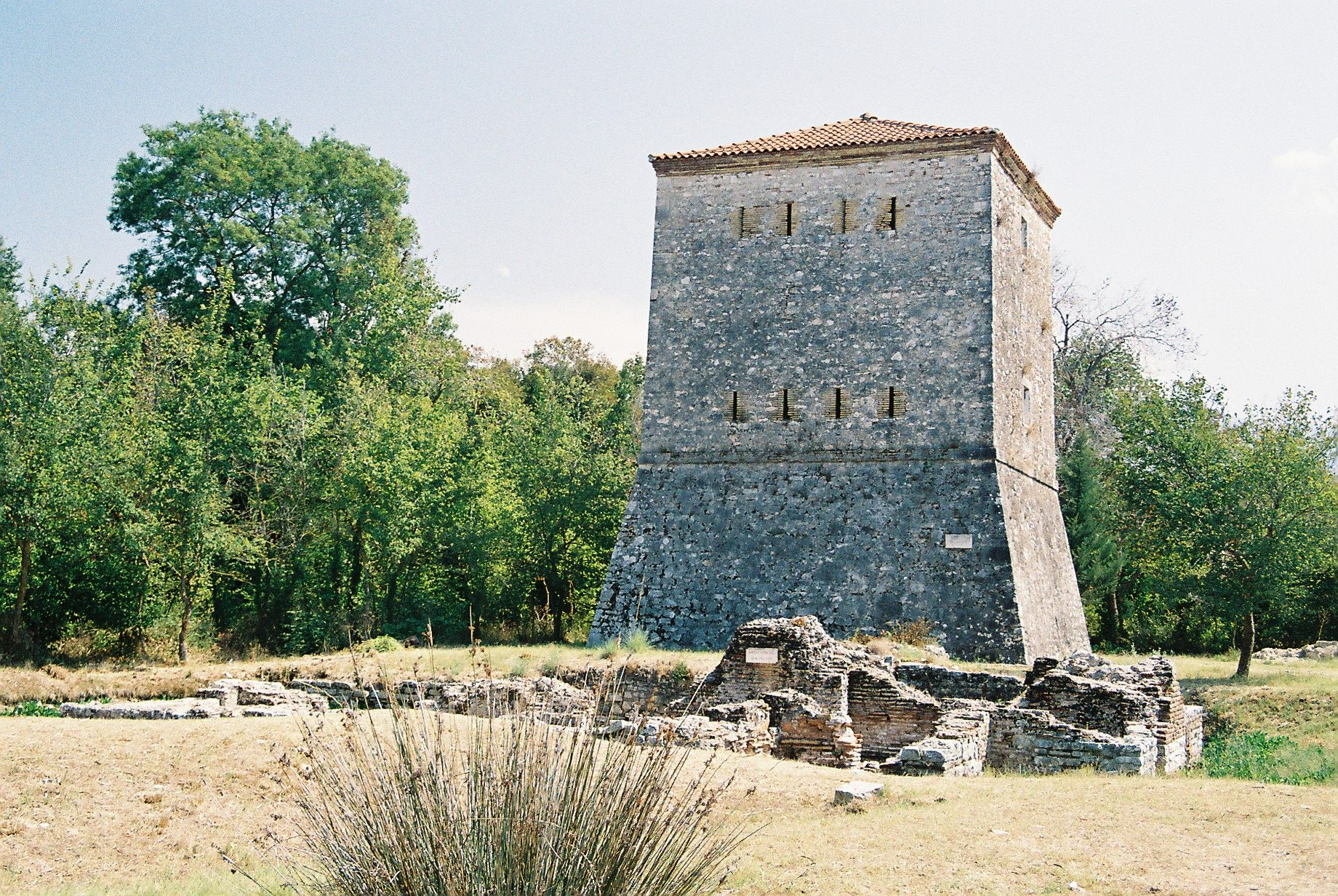
Tour vénitienne.

## Archéologie

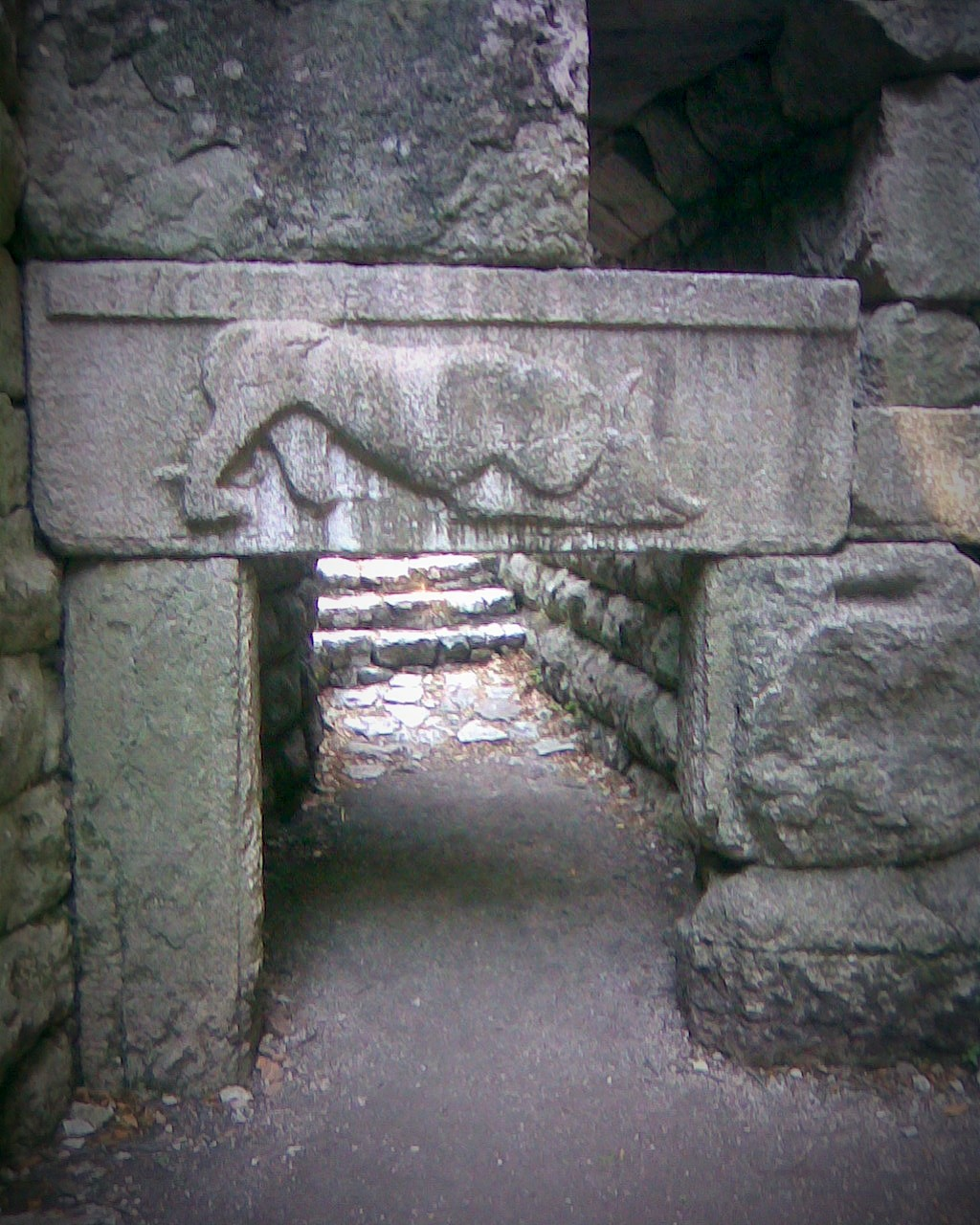
Porte du Lion.

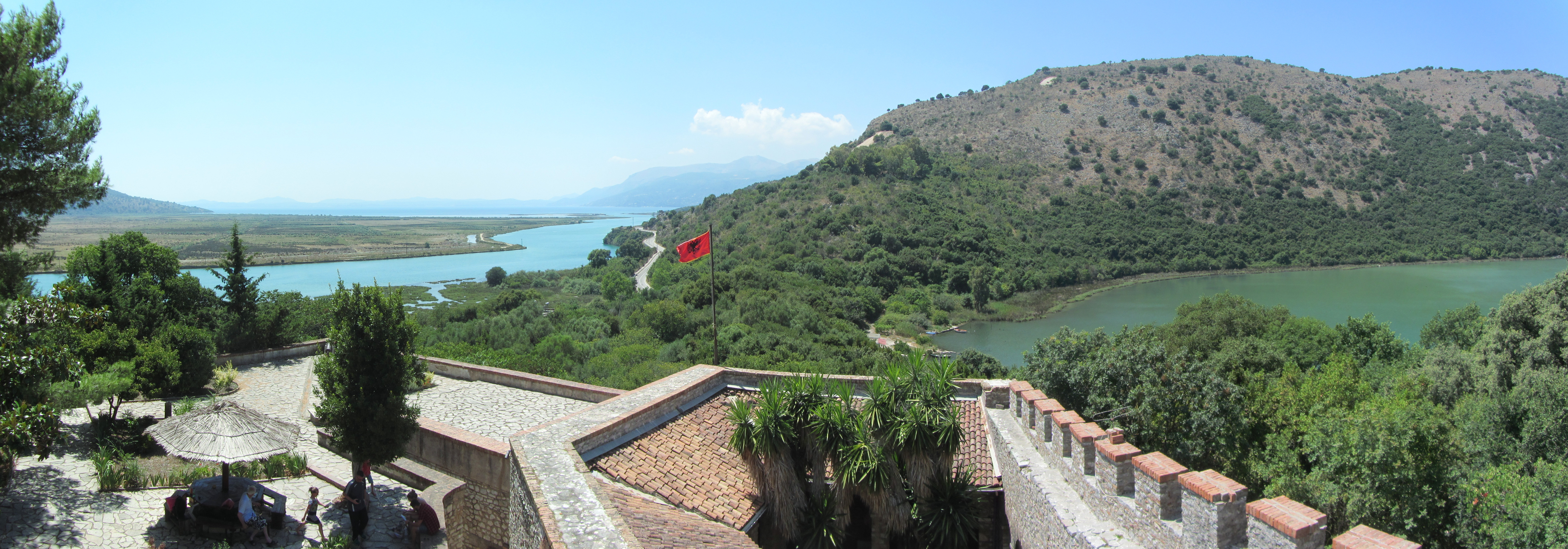
Site de la presqu'île de l'ancienne Buthrote.

Les premières fouilles archéologiques modernes débutèrent en 1928, lorsque le gouvernement fasciste de l'Italie de Benito Mussolini envoya une expédition à Butrint. L'objectif était géopolitique plutôt que scientifique, visant à étendre l'hégémonie italienne dans la région. Le chef de l'expédition était un archéologue italien, Luigi Maria Ugolini, qui, malgré les objectifs politiques de sa mission, était un archéologue compétent. Ugolini mourut en 1936, mais les fouilles se poursuivirent jusqu'en 1943 et la Seconde Guerre mondiale. Elles mirent au jour les parties hellénistique et romaine de la ville, notamment la « Porte des Lions » et la « Porte Scéenne » (nommée par Ugolini d'après la célèbre porte de Troie mentionnée dans l'Iliade homérique).

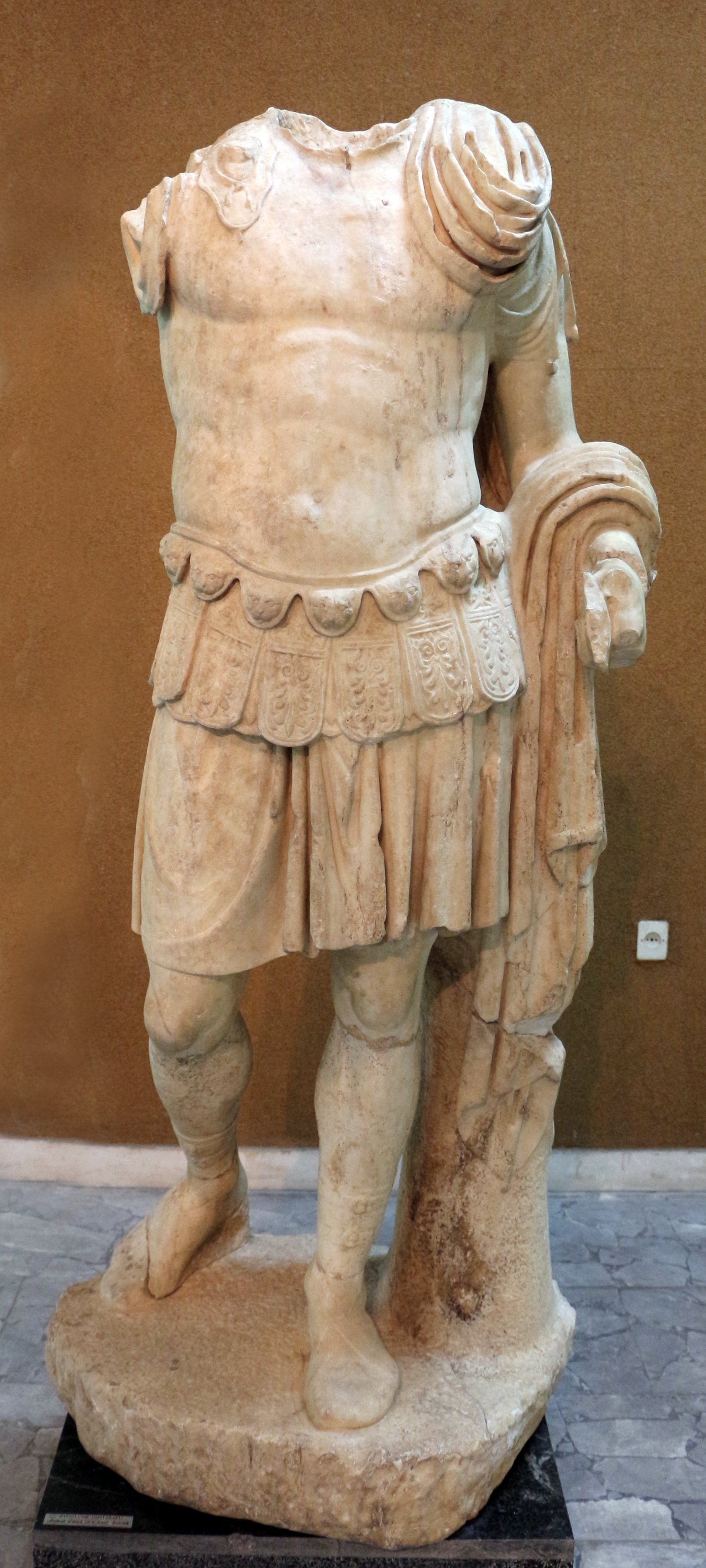
Statue d'un soldat romain.

Après la prise de l'Albanie par le gouvernement communiste d'Enver Hoxha en 1944, les missions archéologiques étrangères furent interdites. Des archéologues albanais, dont Hasan Ceka, poursuivirent les travaux. Nikita Khrouchtchev visita les ruines en 1959 et suggéra à Hoxha de transformer la zone en base sous-marine. L'Institut albanais d'archéologie entreprit des fouilles de plus grande envergure dans les années 1970. Depuis 1993, d'autres fouilles majeures furent menées par la Fondation Butrint en collaboration avec l'Institut albanais d'archéologie. Des fouilles récentes menées dans les défenses occidentales de la ville ont révélé des traces d'utilisation continue des remparts, suggérant la poursuite de la vie dans la ville. Les remparts eux-mêmes semblent avoir brûlé au IXe siècle, mais ont été réparés par la suite.
Après l'effondrement du régime communiste en 1992, le nouveau gouvernement démocratique a planifié plusieurs projets d'aménagement majeurs sur le site. La même année, les vestiges de Butrint ont été inscrits sur la liste du patrimoine mondial de l'UNESCO. Une crise politique et économique majeure en 1997, ainsi que des pressions exercées sur le secteur privé, ont stoppé le projet d'aéroport et l'UNESCO l'a inscrit sur la liste du patrimoine mondial en péril en raison de pillages, d'un manque de protection, de gestion et de conservation. Des missions archéologiques menées entre 1994 et 1999 ont mis au jour d'autres villas romaines et une église chrétienne primitive.
En 2004, les fouilles archéologiques se sont poursuivies sous la direction du chercheur principal, David R. Hernandez.
Sous l'effet du changement climatique, le site, en particulier la zone du théâtre antique et du forum romain, peut parfois être recouvert d’eau, et un nouveau plan de gestion des biens culturels et naturels a été mis en œuvre.

Site archéologique de Buthrote
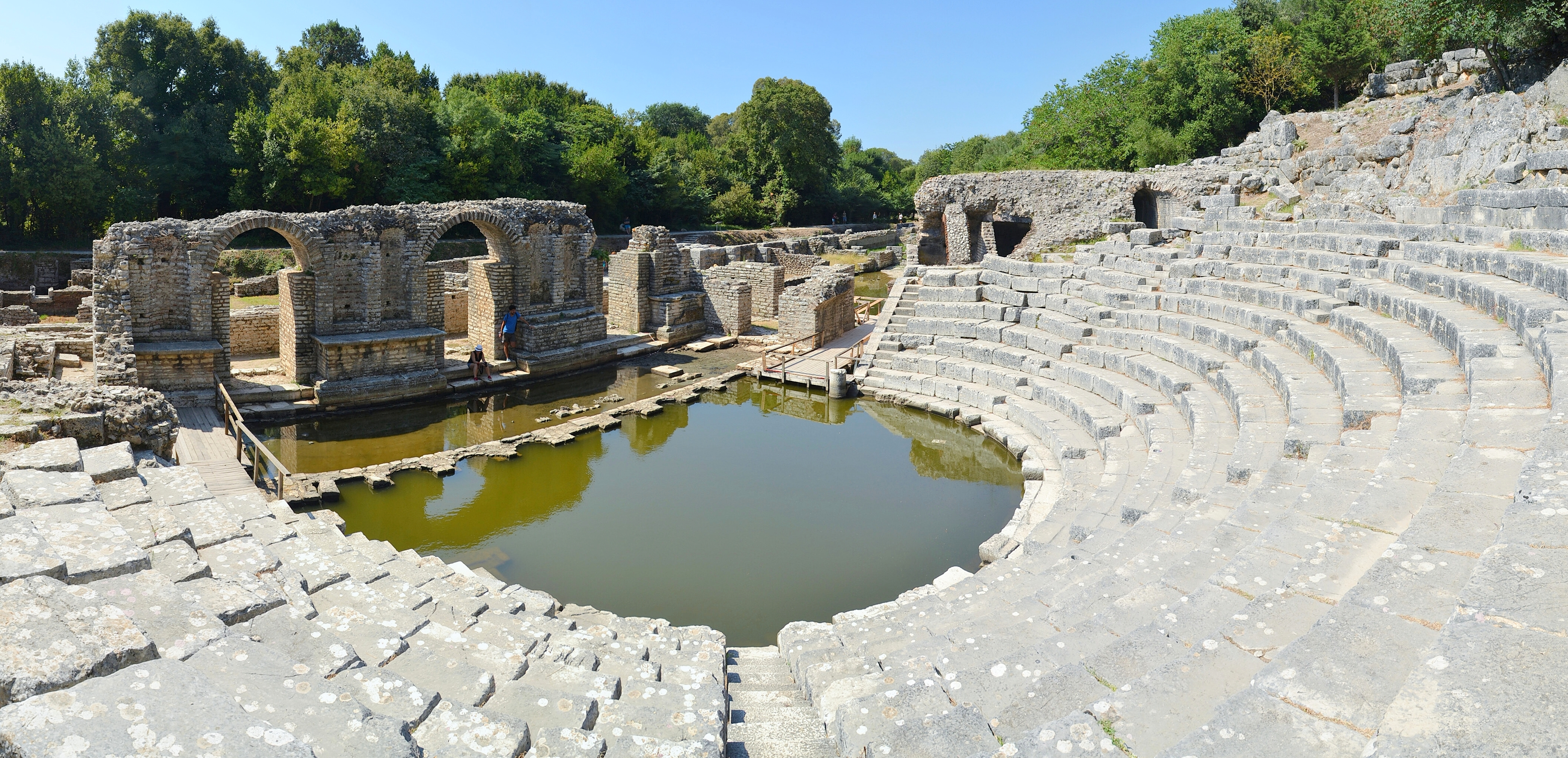
Ancien théâtre.
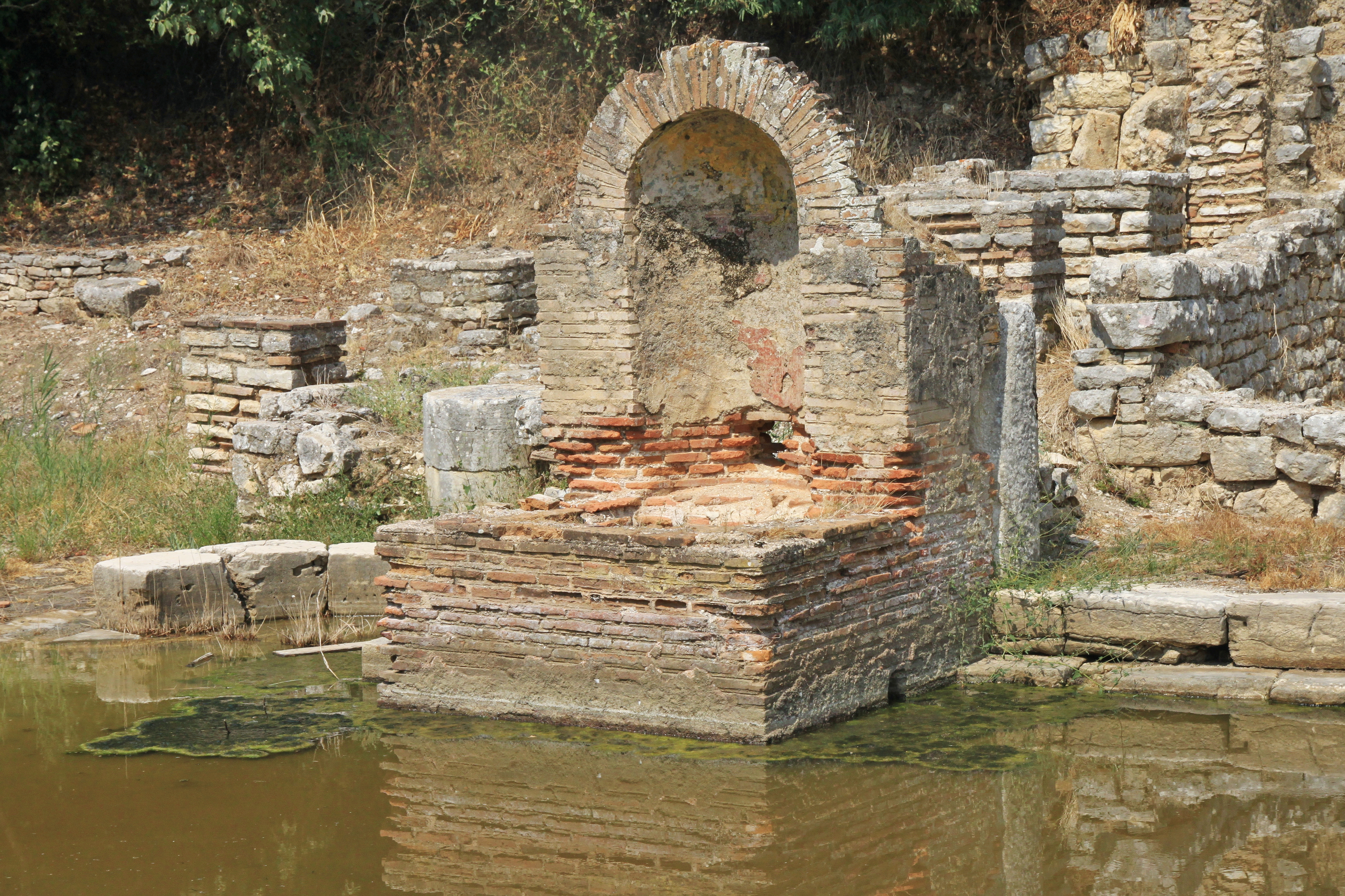
Prytanée.
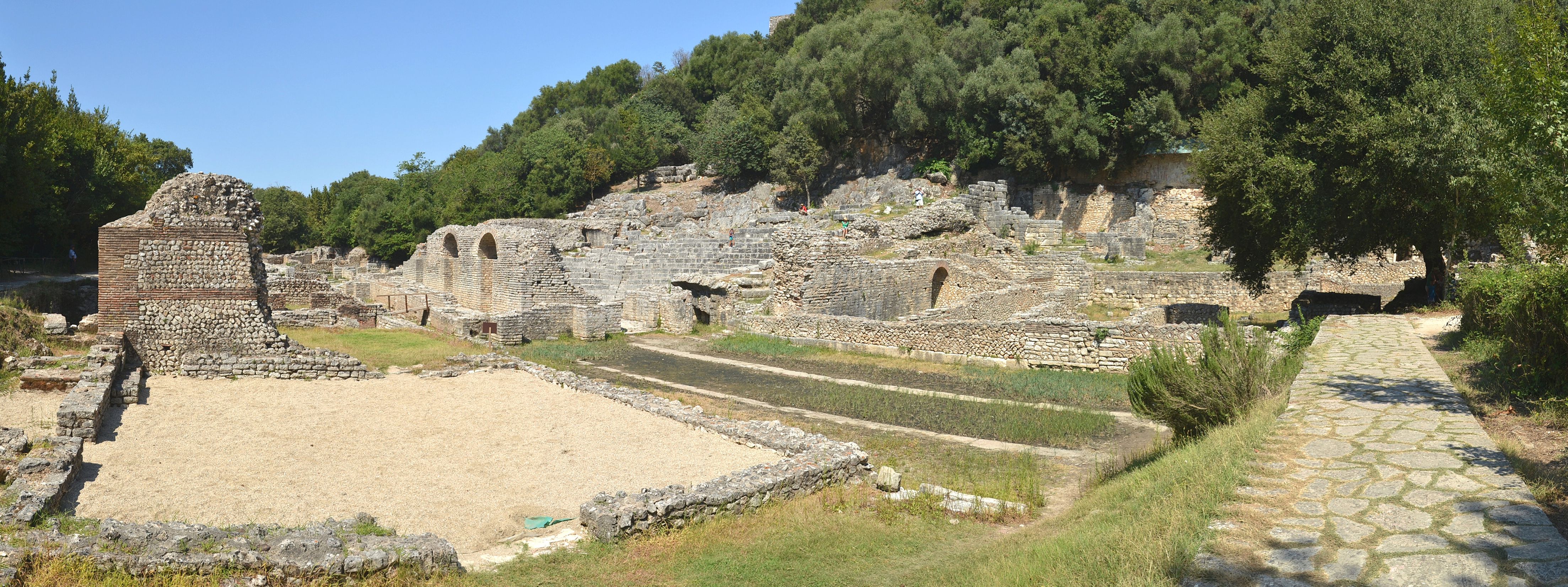
Agora.
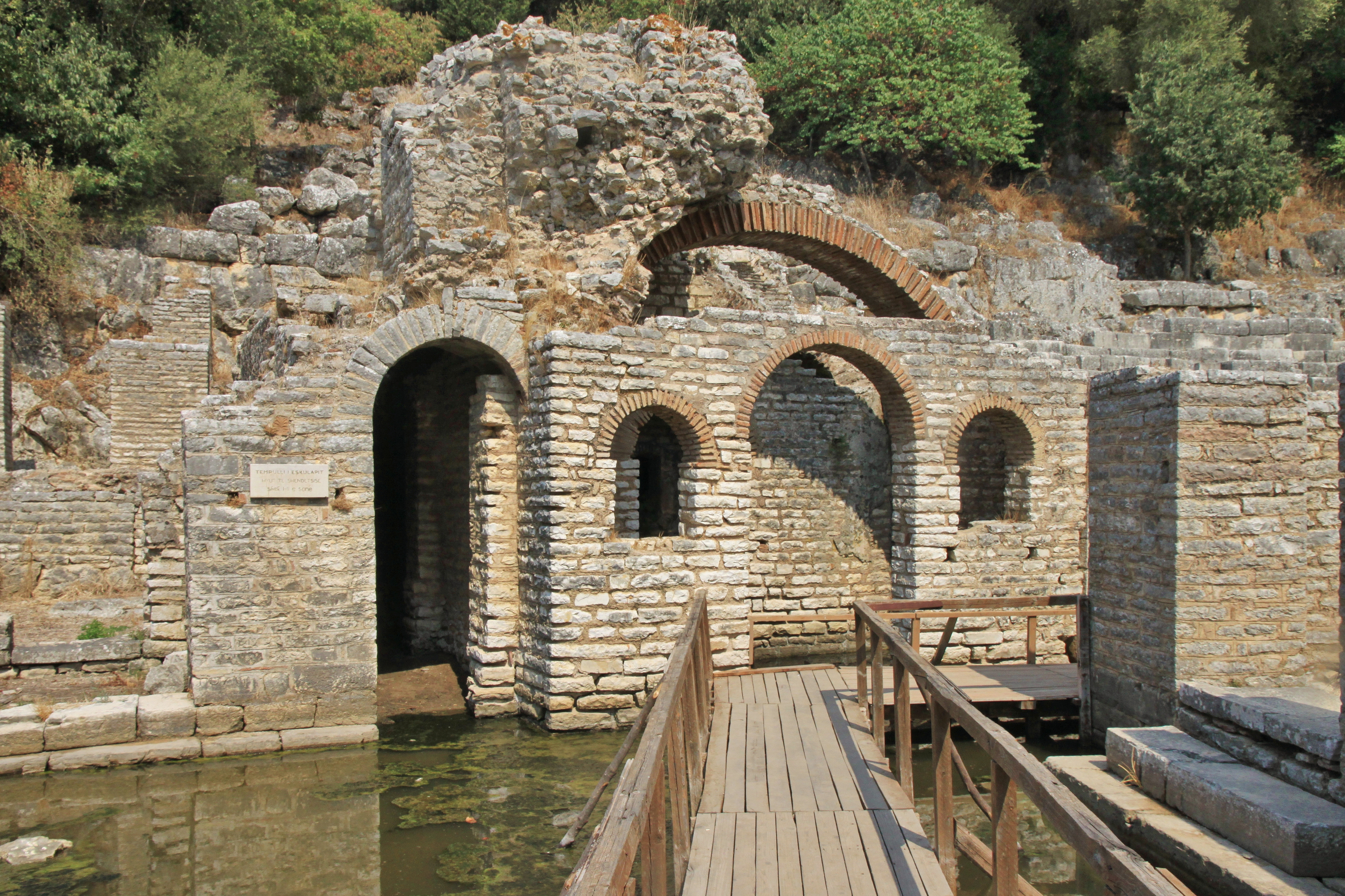
Temple d'Asclépios.

## Buthrinte dans la littérature
Virgile, dans l'Énéide, fait allusion aux anciennes portes de la ville, qui rappellent à Énée celles de la ville de Troie : les portes Scées.
C'est également, sous le nom de Buthrote, le lieu où Racine situe l'action de sa tragédie Andromaque, en tant que siège du palais de Pyrrhus.

### Filmographie
- Butrinti, film documentaire du réalisateur albanais Vladimir Prifti (2001), récompensé au 9e Festival international du film d'archéologie de Bordeaux en 2004 (Meilleure narration cinématographique).